# 1564 en arts plastiques
| Années des arts plastiques : 1561 - 1562 - 1563 - 1564 - 1565 - 1566 - 1567    |
| Décennies des arts plastiques : 1530 - 1540 - 1550 - 1560 - 1570 - 1580 - 1590 |

Cette page concerne l'année 1564 en arts plastiques.

## Œuvres

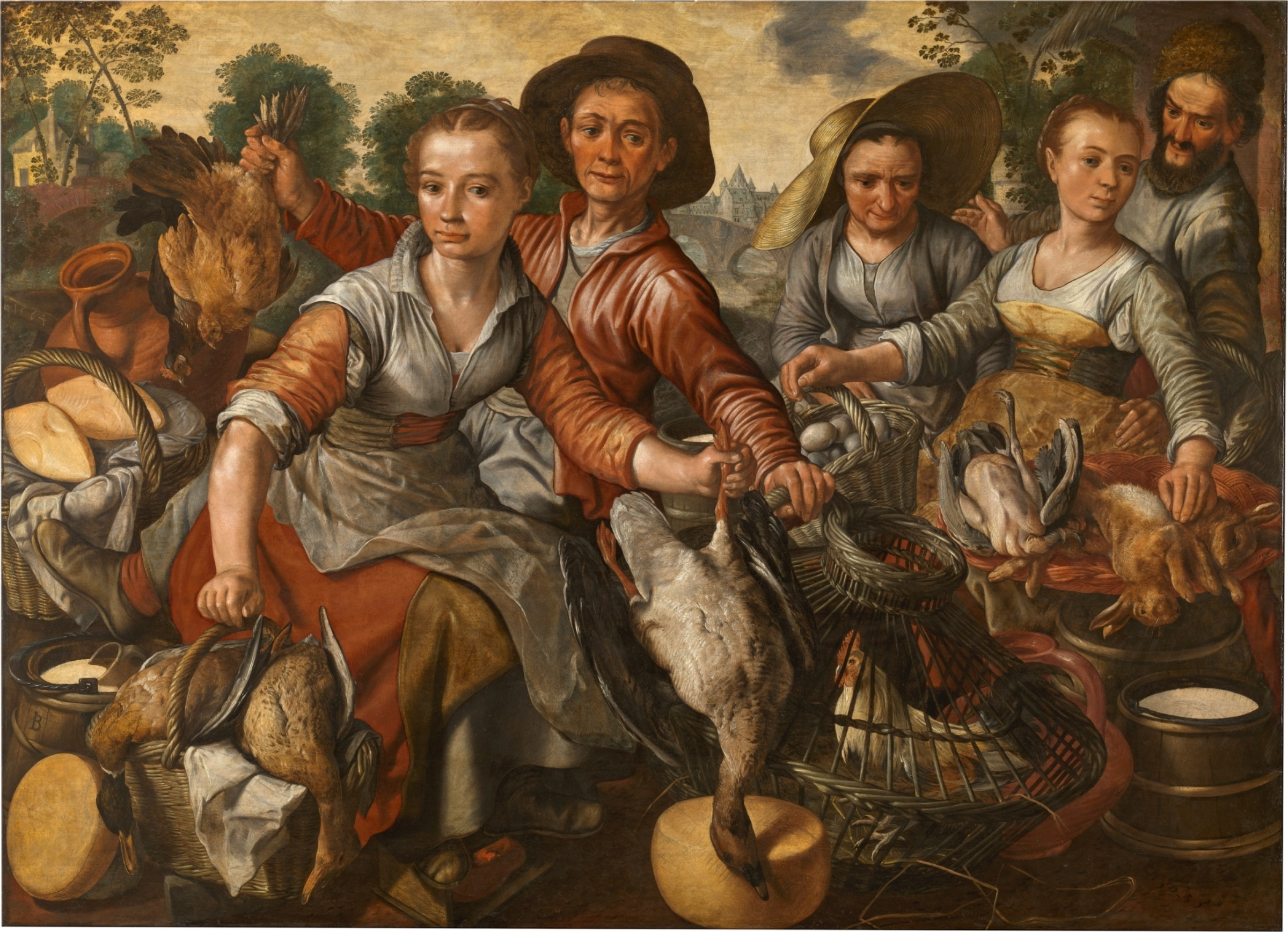
Le marché, toile de Joachim Beuckelaer.

## Événements
- Le Tintoret est nommé décorateur officiel pour la Scuola Grande di San Rocco de Venise.
- Ouverture de la mine de graphite de Borrowdale dans le Cumberland en Grande-Bretagne. La fabrication de crayons de plombagine commence[1]. Ce crayon est introduit en France sous Louis XIII[2].

## Naissances
- 1563 ou 5 janvier 1564 : Francesco Vanni, peintre et graveur italien († 26 octobre 1610),
- 11 juin : Joseph Heintz l'Ancien, peintre maniériste et architecte suisse († 15 octobre 1609),
- 3 novembre : Francisco Pacheco, peintre, théoricien de l'art et théologien espagnol († 27 novembre 1644),
- 25 décembre : Abraham Bloemaert, peintre et graveur néerlandais († 27 janvier 1651),
- ? :
  - Bartolomé González y Serrano, peintre baroque espagnol († 1627),
  - Matthaeus Greuter, peintre et graveur allemand († 1638),
  - Joos de Momper, peintre de paysages flamand († 5 février 1635),
  - Crispin de Passe l'Ancien, dessinateur, graveur, illustrateur, imprimeur et éditeur néerlandais († 6 mars 1637),
  - Hans Rottenhammer, peintre allemand († 14 août 1625),
  - Zeng Jing, peintre chinois († 1647),
- 1564 ou 1565 :
- Pieter Brueghel le Jeune, peintre brabançon († 10 octobre 1636).

## Décès
- 18 février : Michel-Ange (Michelangelo Buonarroti), sculpteur, peintre, architecte et poète italien (° 6 mars 1475),
- Date inconnue :
  - Aartgens, peintre et graveur hollandais (° 1498),
  - Jean d'Udine, peintre et stucateur italien (° 1487).